# Choi Chol-Su
Choi Chol-Su, född den 1 december 1969, är en nordkoreansk boxare som tog OS-guld i flugviktsboxning 1992 i Barcelona. Han vann finalen mot kubanen Raúl González med 12-2.